# Реконструктор (рассказ)
«Реконструктор (Об исследованиях П. Стецюка)» — рассказ российского писателя Виктора Пелевина, написанный в 1990 году. За этот рассказ Виктор Пелевин был удостоен литературной премии «Великое Кольцо» (1990).

## Содержание
Рассказ «Реконструктор» написан в жанре рецензии на вымышленную книгу «Память огненных лет» П. Стецюка, которая на основании рассекреченных военных архивов рассказывает о подлинной личности Сталина (в произведении — Иосифа Андреевича Сталина). «Рецензия» содержит большую долю иронии и скепсиса по отношению к работе П. Стецюка. Автор отмечает, что это книга малоинтересная и скучная, советует её не читать и в то же время говорит, что прочесть книгу всё-таки стоит.
Рассказ написан в псевдонаучном стиле с использованием множества приёмов Владимира Набокова. В цитаты из книги П. Стецюка «рецензент» вставляет собственные замечания-насмешки. Рассказываемая в «Реконструкторе» история явно неправдоподобна, однако большое количество деталей (дат, фамилий, адресов, ссылок на архивные документы) создаёт иллюзию достоверности. Пелевин играет со своим читателем, желающим узнать фантастическую тайну. Сам же рассказ «Реконструктор» является демонстрацией способов фальсификации фактов.
В «Памяти огненных лет» П. Стецюка рассказывается о таинственной стальной трубке, изготовленной минским радиозаводом, из-за которой следует череда гротескных смертей. Далее следует открытие, что вместо одного Сталина было целых семь его двойников, обитавших в изолированном подземелье и оттуда руководивших. Власть в подземелье обеспечивала изготовленная минским радиозаводом трубка с отравленными иглами. Приводятся детали биографий этих сталиных и влияние их пьяных дебошей на события в стране. Последним из подземных руководителей страны был Никита Хрущёв. Однако его наземный двойник перехитрил подлинного Хрущёва и залил подземелье бетоном вместе со всеми, кто там находился.
В конце рассказа содержится намёк на вымышленность «Памяти огненных лет», а также даётся метафизическая трактовка всей этой истории.

## Публикации
Рассказ «Реконструктор» был впервые опубликован в 1990 году в четвёртом номере журнала «Наука и религия», а также вошёл в состав первого авторского сборника Пелевина «Синий фонарь» (1991).